# Antist
Antist település Franciaországban, Hautes-Pyrénées megyében. Lakosainak száma 187 fő (2022. január 1.). Antist Montgaillard, Ordizan és Orignac községekkel határos.

## Népesség
A település népességének változása:
| Lakosok száma | 147  | 162  | 174  | 181  | 182  | 183  | 184  | 186  | 187  |
|               | 2013 | 2015 | 2016 | 2017 | 2018 | 2019 | 2020 | 2021 | 2022 |